# Hibernija
Hibernija (starogrško Ἰέρνη, latinizirano: 'Iérnē in Ἰουερνία, 'Iuernía, latinsko Hibernia, dob. 'mrzla dežela') je klasično latinsko ime otoka Irska, povzeto po njegovem imenu v grških geografskih spisih.

## Ime
Pitej Marsejski je med svojim raziskovanjem severozahodne Evrope okoli leta 320 pr. n. št. otok imenoval Ἰέρνη ('Iérnē). Klavdij Ptolemaj ga je v svoji Geografiji, ki je bila napisana okoli leta 150 pr. n. št., imenoval  Ἰουερνία ('Iuerníā), rimski zgodovinar Tacit v svoji knjigi Agrikola približno iz leta 98 n. št. pa Hibernia. Rimljani so Irsko imenovali tudi Scotia – dežela Škotov. Naziv se je lahko nanašal na cel otok ali samo na tisti del, ki je bila naseljen s Škoti.
Ime 'Iuerníā je grška  prekrojitev q-keltske besede *Īweriū, iz katere sta nastali tudi irski imeni  Ériu in Éire. Izvirni pomen imena je "bogata dežela".

## Kasnejša raba imena
Visoki  kralj Brian Boru (vladal 1002-1014) se je imel za vladarja irskega ljudstva (latinsko Imperator Scottorum) in ne za vladarja otoka Irske. Od leta 1172 so bili vladarji Irske angleški kralji, ki so si zato nadeli dodaten naslov Dominus Hibernie  – gospodar Irske. Za rabo v latinskih besedilih so se naslavljali z Rex Hiberniae – kralj Irske. Kartograf Gerardus Mercator na svoji karti sveta iz leta 1541 Irsko imenuje Hybernia. Leta 1642 so irski konfederati, katoliški zemljiški posestniki, ki so vladali večjemu delu Irske do leta 1650, izbrali móto  Pro Deo, Rege et Patria, Hibernia Unanimis – Za Boga, kralja in domovino, združeno Irsko.
Zanimivo je, da v nasprotju z drugimi rimskimi geografskimi imeni, ime Hibernia v nobenem sodobnem jeziku ni postalo osnova za ime Irske. Celo Italijani, ki imajo jezik podoben latinskemu,  jo imenujejo Irlanda. V vseh sodobnih jezikih, razen v keltskih, je ime izpeljano iz  njenega angleškega imena Ireland, kar je verjetno posledica dejstva, da so bili v srednjem veku neposredni stiki med Irsko in celinsko Evropo mnogo prešibki, da bi se zakoreninilo njeno ime Hibernija ali irsko Éire. Irska se po tem razlikuje od Walesa, ki se v francoščini še vedno imenuje Pays de Galles – država Galcev. Podobno je tudi v drugih romanskih jezikih.
V 18. stoletju je raba imena Hibernija ponovno zaživela v uradnem, včasih celo pretencioznem kontekstu, podobno kot raba imena Kaledonija za Škotsko in Britannia za Veliko Britanijo. Ime Hibernija se je uporabljalo na irskih kovancih in v imenu zavarovalniške družbe, ki se je kasneje preimenovala v Hibernian Group. Ime je postalo še bolj priljubljeno po uspehih Irske domoljubne stranke. V času, ko je severna Evropa v arhitekturi in oblikovanju privzela paladijanizem, je postala Hibernija priljubljen izraz za opis Irske s prizvokom klasičnega sloga in olikanosti, posebno po uspešnem irskem vzponu, ko so v šoli poučevali latinščino. Izraz Hibernijec se je uporabljal za poimenovanje prebivalcev in kot splošen pridevnik. Mestna hiša v Dublinu, ki je bila zgrajena v letih 1769-79, je po vzoru na rimski SPQR (Senatus Populusque Romanus, Senat in ljudstvo Rima) nosila napis SPQH (Senatus Populusque Hibernicus, Senat in ljudstvo Hibernije). Leta 1823 je bila ustanovljena Kraljeva hibernijska akademija.
Beseda Hibernija v zvezi z Irsko se sedaj uporablja bolj redko, razen v ustaljenih starih imenih.  Priložnostno se pojavlja v imenih organizacij in raznih drugih imenih, na primer v Hibernia National Bank, Hibernian Insurance Group, Ancient Order of Hibernians, The Hibernian (revija), Hibernia College, Hibernian Football Club, HMS Hibernia itd. in sodobnih izpeljankah iz latinščine, na primer Respublica Hibernica (Irska republika) in Universitas Hiberniae Nationalis (Irska narodna univerza). Hibernija se imenuje tudi velika morska naftna ploščad pred obalo kanadske province Nove Fundlandije, ki ima tesne vezi z Irsko. 
Hibernijska vročica  ali TRPAS (tumor necrosis factor receptor-associated periodic syndrome) je pojavljajoča se vročica, ki so je prvič opisali leta 1982 v družini z irskimi in škotskimi predniki, vendar se pojavlja v vseh etničnih skupnostih.
Pogoste so tudi sestavljenke, na primer hiberno-nordijski, hiberno-angleški, hiberno-škotski, hibernofil in podobno.

## Hibernija v zgodovinskih zapisih
Otok Irska ni bil nikoli vključen v Rimsko cesarstvo, zato je bil rimski vpliv nanjo omejen samo trgovske stike z bolj plodnimi irskimi pokrajinami. Arheologi so v bližini Dublina odkrili ostanke, ki bi lahko bili nekdanji rimski tabor. V njem so bili stalni sezonski sejmi, na katerih se je trgovalo v obeh smereh. Arheologi so odkrili tudi antično rimsko lončenino, kovance in druge rimske proizvode, vendar v majhnih količinah. 
Rimski zgodovinar Tacit omenja odpravo generala Agrikole na Irsko leta 82. Agrikola je "prečil vodo", katere imena ne pove, v nadaljnjem besedilu pa govori izključno o Irski. Seneka trdi, da je imel Agrikola enkratno priložnost, da osvoji Irsko z eno samo legijo in nekaj pomožnimi enotami, skupno približno 6.000 mož. Omenja tudi irskega kralja, ki je pobegnil z otoka in pri Agrikoli iskal zatočišče.  Agrikola je dobro poskrbel zanj, ker bi lahko bil povod za napad na Irsko. Ulsterski zgodovinar Richard Warner je teoretiziral, da je bil midlandski voditelj Túathal Techtmar, katerega so imeli za mitsko osebo, resnična oseba, ki je odšla v Britanijo po rimsko podporo za svoje vojne pohode. Če je v tej trditvi vsaj nekaj resnice, so imeli Rimljani v jugovzhodni Irski mnogo večji vpliv  kot so strokovnjaki domnevali.  Zaradi na splošno šibkega rimskega vpliva je Irska ohranila svojo kulturo v mnogo večjem obsegu kot celinske pokrajine, na primer Galija.
Iz ohranjenih rimskih besedil je razvidno, da so Irci odhajali na roparske pohode v Britanijo in Galijo. Z upadanjem rimske vojaške moči je njihova grožnja postala še bolj resna.
Na začetku 1. stoletja je bilo rimsko in grško poznavanje Irske zelo skromno. Geografa Strabon in Pomponij Mela jo opisujeta mrzlo deželo, naseljeno z izjemno bojevitimi prebivalci, v kateri so bili kljub mrazu bogati pašniki za živino.
V 2. stoletju je geograf Ptolemaj dal podatke za presenetljivo podrobno karto Irske in poimenoval plemena, mesta, reke in obalo. Podatke bi lahko dobil iz različnih virov, kar dokazuje, da je postala Irska bolj poznana in zanimiva. 
Irska pisana zgodovina Rima in njihove province Britanije sploh ne omenja, kar seveda ne pomeni, da z njim niso imeli nobenih vzajemnih stikov. Arheologi so v Chestru (Deva Victrix) v severozahodni Angliji odkrili obsežen trdnjavski kompleks, ki bil lahko bil zasnovan kot središče uprave otokov ali kot vojaška baza, ki bi odvračala napade Ircev.